# Punthorst
Punthorst is een buurtschap in de Nederlandse provincie Overijssel, behorend bij de gemeente Staphorst. Het is een betrekkelijk jonge woonkern, ontstaan in de jaren dertig van de 20e eeuw.
De belangrijkste doorgaande wegen zijn de Mr. J.B. Kanlaan en de Schapendijk, die na de kruising met de Mr. J.B. Kanlaan Vijverweg gaat heten. Deze laatste weg loopt langs de recreatieplas 'De Zwarte Dennen' en door Boswachterij Staphorst.
Aan de Mr. J.B. Kanlaan staat de Dr. Maarten Lutherschool, een christelijke basisschool.

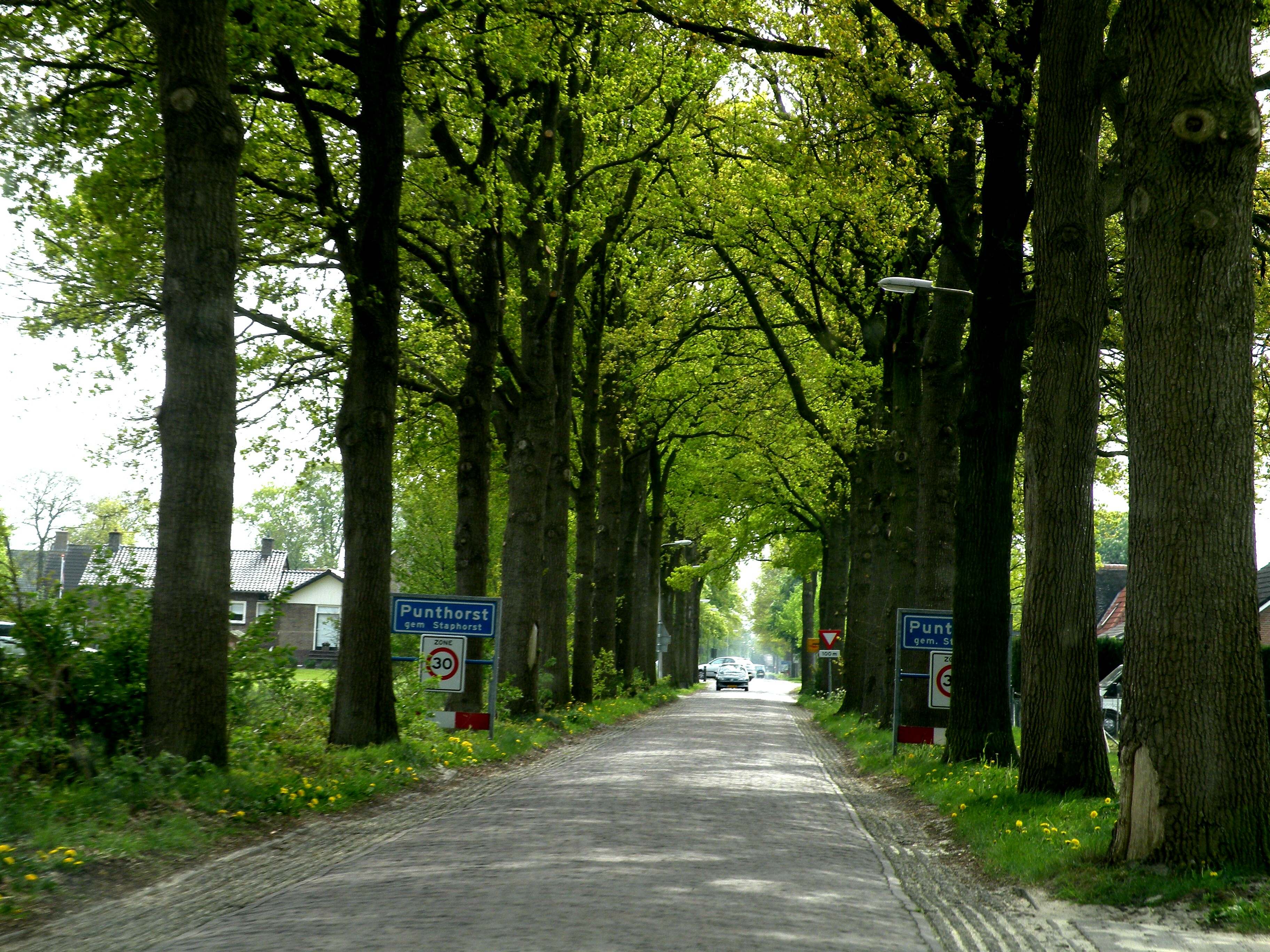
Punthorst, komende vanaf de Zwarte Dennen